# Романський костел Божої Матері (Гданськ)
Костел Божої Матері (Sanctae Dei genetricis Mariae) — мурований романський парафіяльний градовий костел XII ст. Перший відомий з джрел костел Гданська. Його локалізація та зовнішній вигляд, на жаль, досі лишаються не відомими. На основі відкриття на вул. Sukiennicza 18 цвинтаря припускають, що градовий костел міг бути десь неподалік. 
Знесений у 1440-х роках у зв'язку з будівництвом замкової каплиці.
Нещодавно висловлено теорію що низка романських елементів першого костела була після його розбірки повторно використана і вмурована в інші — пізніші споруди. Таким чином, вони зберіглися до нашого часу. До реліктів відносяться дві бази романських колон, які зберігаються в Дворі Артура (копії підперають фронтальні стовпи гданського Журавля), капітель романської колони з рослинним орнаментом знайдена на вулиці Tkacka, база колони в підвалі «Domu Przyrodników» по вул. Mariacka 25/26– садибі археологічного музею в Гданську (тут колись стояла готична кам'яниця) та база колони на дворі Двора Артура.